# دینار کویت
دینار کویت (عربی: دينار كويتي, code: KWD) یکای پول کویت است و به ۱۰۰۰ فلس تقسیم می‌شود. این پول باارزش‌ترین یکای پول دنیا است. کد ایزو ۴۲۱۷ این یکای پول KWD است.
کویت دارای اسکناس‌های ۴/۱، ۲/۱، ۱، ۵، ۱۰ و ۲۰ دیناری است. این کشور از واحد قوی‌ای برخوردار است و تا پایان سال ۲۰۲۰ پول‌های قدیمی و جدید تبدیل به پلیمر می‌شوند.

## کشورهای دیگر که دینار یکای پول آن‌ها است
| نام کشور      | یکای پول "دینار" |
| ------------- | ---------------- |
| اردن          | دینار اردن       |
| الجزایر       | دینار الجزایر    |
| بحرین         | دینار بحرین      |
| تونس          | دینار تونس       |
| سودان         | دینار سودان      |
| صربستان       | دینار صربستان    |
| عراق          | دینار عراق       |
| کویت          | دینار کویت       |
| لیبی          | دینار لیبی       |
| مقدونیه شمالی | دینار مقدونیه    |

## نرخ کنونی ارز
دینار کویت، جزء ده پول قدرتمند دنیا در سال 2023 معرفی شده است.